# 868-HACK
868-HACK — видеоигра разработанная и изданная Майклом Бро. Игрок управляет программой взлома в компьютерной системе и должен захватить как можно больше компьютерных данных.
Разработка игры началась в марте 2013 года в рамках конкурса Seven-Day Roguelike. Игра была выпущена в августе 2013 года на iOS и в январе 2015 года на Microsoft Windows и Mac OS X.
868-HACK получил в основном положительные отзывы критиков. Игра была номинирована на премию «Превосходство в дизайне» на фестивале Independent Games Festival. 868-HACK занял 42-е место в списке Polygon «100 лучших игр десятилетия (2010–2019)» и 29 -е место в списке Paste «50 лучших мобильных игр 2010-х годов».

## Критика
| Сводный рейтинг       | Сводный рейтинг |
| Агрегатор             | Оценка          |
| --------------------- | --------------- |
| Metacritic            | (iOS) 84/100    |
| Иноязычные издания    |                 |
| Издание               | Оценка          |
| TouchArcade           | 5/5             |
| Русскоязычные издания |                 |
| Издание               | Оценка          |
| PlayGround.ru         | 4/5             |

868-HACK получил в основном положительные отзывы критиков.
Гарри Слейтер из Pocket Gamer назвал игру «интригующей», но «бесстыдно трудной», предлагающей «уникальный и захватывающий взгляд на некоторые из текущих тенденций современных игр».